# Окрема артилерійська бригада НГ (Україна)
Окрема артилерійська бригада (ОАБр, в/ч 3101) — артилерійське з'єднання Національної гвардії України. Створена 2024 року.

## Історія
У травні 2024 року українські ЗМІ повідомили про створення Окремої артилерійської бригади в Національній гвардії України. Вона стала першим артилерійським з'єднанням бригадного рівня в НГУ, оскільки до цього подібні бригади створювалися лише у Збройних силах України. Згідно з публікацією пресслужби бригади, вона була озброєна українськими САУ «Богдана» на новому шасі Tatra 8x8.

## Відомі особи
- Полковник Голіней Олег Васильович — Герой України (2022), командир бригади (з 2024);
- Майор Литвин Віталій Сергійович — Герой України (2022), командир дивізіону артилерійської розвідки[2].

## Оснащення
- 2С22 «Богдана»[3]
- Zuzana 2[4]